# Micrurus hemprichii
Micrurus hemprichii (оранжевосмугий кораловий аспід) — вид отруйних змій родини аспідових (Elapidae). Мешкає в Південній Америці. Вид названий на честь німецького натураліста Вільгельма Гемпріха.

## Поширення і екологія
Оранжевосмугі коралові аспіди мешкають в Бразилії, Колумбії, Еквадорі, Перу, Болівії, Венесуелі, Гаяні, Суринамі і Французькій Гвіані, а також на острові Тринідад. Вони живуть у вологих тропічних лісах і галерейних лісах, серед лісової підстилки. Зустрічаються на висоті до 1000 м над рівнем моря. Живляться переважно оніхофорами, а також зміями та амфісбенами.